# Mithai

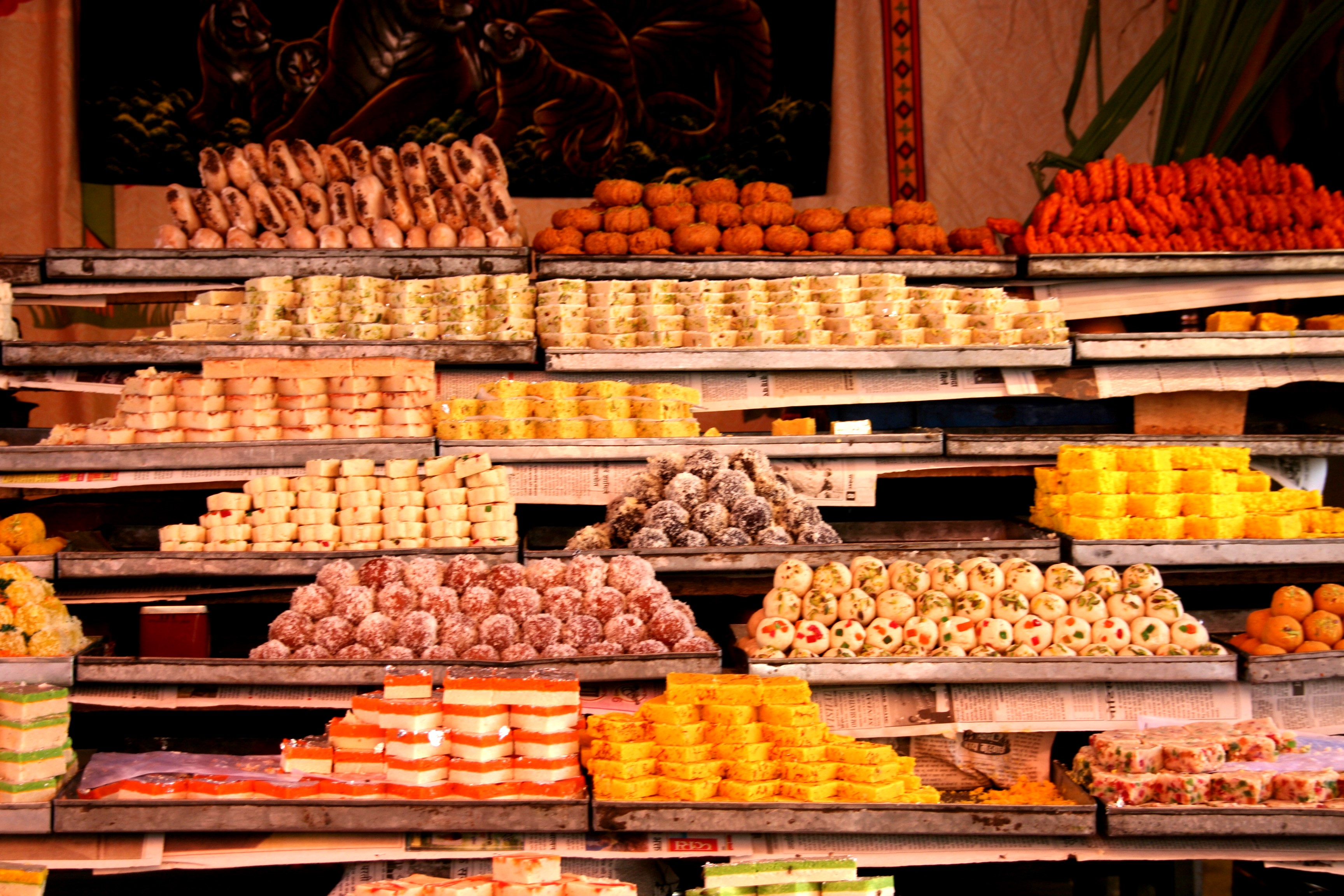
Een Mithai winkel in Rajasthan, India

Mithai (Hindi: मिठाई, Urdu: مٹھائی), ook wel Mishti (Bengaals:মিষ্টি) is een verzamelnaam voor zoetwaren en desserts afkomstig uit het Indisch subcontinent. Het wordt vooral geconsumeerd in India, Pakistan, Bangladesh, Nepal en Sri Lanka.
In Suriname en Nederland staan deze zoetwaren vooral bekend onder de Hindostaanse gemeenschap.
Mithai wordt vaak geserveerd bij vieringen zoals huwelijksceremonies en religieuze festivals maar kunnen ook als religieus offer of cadeau gegeven worden. Op feestdagen zoals Holi, Diwali en Raksha Bandhan is de aanwezigheid van Mithai wijdverbreid. Onder bekende Mithai-soorten vallen zoatwaren zoals Gulab Jamun, Barfi en Jalebis